# Football League 1891/1892
Football League 1891/92 spelades mellan 5 september 1891 och 30 april 1892 och var den fjärde säsongen av The Football League. Ligan hade för året utökats från tolv till fjorton klubbar och Sunderland blev mästare för första gången, med Preston North End och Bolton Wanderers på andra respektive tredje plats. 
Efter säsongens slut var de fyra sist placerade klubbarna Accrington, West Bromwich, Stoke och Darwen, tvungna att ansöka om återval till ligan. De tre förstnämnda blev återvalda medan Darwen blev nedflyttade till den nybildade division 2 till den kommande säsongen.

## Säsongssammanfattning
Den fjärde säsongen av The Football League var den sista då ligan enbart bestod av en division. Den såg Aston Villa inleda med fyra segrar och ta en tidig ledningen i ligan med de blivande mästarna på sista plats med tre förluster på sina inledande fyra matcher. I mitten av november då halva serien spelats så ledde Bolton med 21 poäng, före Aston Villa och Preston med Sunderland på fjärde plats sju poäng efter Bolton dock med två matcher färre spelade. Sunderland låg hela tiden efter sina konkurrenter i toppen på grund av färre avtal spelade matcher men gick upp i ledningen i sin tjugoförsta match den 26 mars, en ledning som de sedan höll säsongen ut. 
Sunderland vann samtliga sina tretton hemmamatcher och blev med totalt 42 poäng Engelska ligamästare för första gången i klubbens historia. Tvåa blev Preston på 37 poäng fem poäng efter, med Bolton trea på 36 poäng.
Bottenstriden var relativt odramatisk där West Bromwich Albion, Stoke och Darwen var förankrade i botten. Kampen om att undvika den sista årtervalsplatsen stod mellan Accrington och Derby County, där Derby kunde ta sig förbi Accrington under de sista omgångarna.
Vid säsongens slut var de fyra sämst placerade lagen Accrington på elfte plats med 20 poäng, följt av West Bromwich på tolfte plats med 18 poäng, Stoke på trettonde plats med 14 poäng och Darwen på fjortonde och sista plats med 11 poäng. Dessa fyra lag blev därmed tvungna att ansöka om återval till ligan. Som regerande FA-cupmästare behövde West Bromwich Albion dock inte lämna in en ansökan. Darwen, som kommit sist med 112 insläppta mål, blev ej återvalda men erbjöds istället till den kommande säsongen en plats i den nybildade andra divisionen tillsammans med elva andra icke-liga klubbar. Samtidigt utökades den första divisionen till 16 lag inför den kommande säsongen där Sheffield Wednesday, Nottingham Forest och Newton Heath (nu Manchester United) invaldes som nya klubbar.

## Sluttabell
Tabell och matchresult från Engelska ligan division 1 säsongen 1891/1892.
| Nr | Lag               | S  | V  | O | F  | GM | IM  | MS  | P  |
| -- | ----------------- | -- | -- | - | -- | -- | --- | --- | -- |
| 1  | Sunderland        | 26 | 21 | 0 | 5  | 93 | 36  | +57 | 42 |
| 2  | Preston North End | 26 | 18 | 1 | 7  | 61 | 31  | +30 | 37 |
| 3  | Bolton Wanderers  | 26 | 17 | 2 | 7  | 51 | 37  | +14 | 36 |
| 4  | Aston Villa       | 26 | 15 | 0 | 11 | 89 | 56  | +33 | 30 |
| 5  | Everton           | 26 | 12 | 4 | 10 | 49 | 49  | 0   | 28 |
| 6  | Wolverhampton     | 26 | 11 | 4 | 11 | 59 | 46  | +13 | 26 |
| 7  | Burnley           | 26 | 11 | 4 | 11 | 49 | 45  | +4  | 26 |
| 8  | Notts County      | 26 | 11 | 4 | 11 | 55 | 51  | +4  | 26 |
| 9  | Blackburn Rovers  | 26 | 10 | 6 | 10 | 58 | 65  | −7  | 26 |
| 10 | Derby County      | 26 | 10 | 4 | 12 | 46 | 52  | −6  | 24 |
| 11 | Accrington        | 26 | 8  | 4 | 14 | 40 | 78  | −38 | 20 |
| 12 | West Bromwich     | 26 | 6  | 6 | 14 | 51 | 58  | −7  | 18 |
| 13 | Stoke             | 26 | 5  | 4 | 17 | 38 | 61  | −23 | 14 |
| 14 | Darwen            | 26 | 4  | 3 | 19 | 38 | 112 | −74 | 11 |

|  | Engelska ligamästare                                                                      |
|  | Fick ansöka om återval till Football League First Division 1892/1893. Ansökas beviljades. |
|  | Fick ansöka om återval till Football League First Division 1892/1893. Ansökan avslogs.    |

Om två lag hamnade på samma poäng så avgjordes placering genom målkvot (målskillnaden i tabellen ovan kan ses som information)

## Matchresultat
Matchresultat från säsongen 1891/1892.
| Hemma \ Borta           | ACC  | ASV | BRO | BOL | BUR | DAR  | DER | EVE | NCO | PNE | STO | SUN | WBA | WOL |
| Accrington              | —    | 3–2 | 1–0 | 0–3 | 1–0 | 1–1  | 1–1 | 1–1 | 2–0 | 1–3 | 3–0 | 3–5 | 4–2 | 3–2 |
| Aston Villa             | 12–2 | —   | 5–1 | 1–2 | 6–1 | 7–0  | 6–0 | 3–4 | 5–1 | 3–1 | 2–1 | 5–3 | 5–1 | 3–6 |
| Blackburn Rovers        | 2–2  | 4–3 | —   | 4–0 | 3–3 | 4–0  | 0–2 | 2–2 | 5–4 | 2–4 | 5–3 | 3–1 | 3–2 | 2–0 |
| Bolton Wanderers        | 3–4  | 1–2 | 4–2 | —   | 2–0 | 1–0  | 3–1 | 1–0 | 2–0 | 3–0 | 1–1 | 4–3 | 1–1 | 3–0 |
| Burnley                 | 2–1  | 4–1 | 3–0 | 1–2 | —   | 9–0  | 2–4 | 1–0 | 1–0 | 2–0 | 4–1 | 1–2 | 3–2 | 1–1 |
| Darwen                  | 5–2  | 1–5 | 3–5 | 1–2 | 2–6 | —    | 2–0 | 3–1 | 2–3 | 0–4 | 9–3 | 1–7 | 1–1 | 1–4 |
| Derby County            | 3–1  | 4–2 | 1–1 | 3–2 | 0–1 | 7–0  | —   | 0–3 | 3–0 | 1–2 | 3–3 | 0–1 | 1–1 | 2–1 |
| Everton                 | 3–0  | 5–1 | 3–1 | 2–5 | 1–1 | 5–3  | 1–2 | —   | 4–0 | 1–1 | 1–0 | 0–4 | 4–3 | 2–1 |
| Notts County            | 9–0  | 5–2 | 2–2 | 2–0 | 5–1 | 5–0  | 2–1 | 1–3 | —   | 2–0 | 1–1 | 1–0 | 4–0 | 2–2 |
| Preston North End       | 4–1  | 0–1 | 3–2 | 4–0 | 5–1 | 4–0  | 3–0 | 4–0 | 6–0 | —   | 3–2 | 3–1 | 1–0 | 2–0 |
| Stoke City              | 3–1  | 2–3 | 0–1 | 0–1 | 3–0 | 5–1  | 2–1 | 0–1 | 1–3 | 0–1 | —   | 1–3 | 1–0 | 1–3 |
| Sunderland              | 4–1  | 2–1 | 6–1 | 4–1 | 2–1 | 7–0  | 7–1 | 2–1 | 4–0 | 4–1 | 4–1 | —   | 4–0 | 5–2 |
| West Bromwich Albion    | 3–1  | 0–3 | 2–2 | 0–2 | 1–0 | 12–0 | 4–2 | 4–0 | 2–2 | 1–2 | 2–2 | 2–5 | —   | 4–3 |
| Wolverhampton Wanderers | 5–0  | 2–0 | 6–1 | 1–2 | 0–0 | 2–2  | 1–3 | 5–1 | 2–1 | 3–0 | 4–1 | 1–3 | 2–1 | —   |

### Fotnoter
1. ↑  ”English League Leading Goalscorers” (på engelska). RSSSF. Arkiverad från originalet den 8 juni 2009. https://www.webcitation.org/5hNVhUxHC?url=http://www.rsssf.com/tablese/engtops.html#1947-1. Läst 15 november 2013.
2. ↑  ”Fooball League 1891/92” (på engelska). www.footballsite.co.uk. https://www.footballsite.co.uk/Statistics/Seasons/1891-92/FL1891-92.htm. Läst 15 november 2013.
3. ↑  ”English Football League 1891-1892 : Table” (på engelska). www.statto.com. Arkiverad från originalet den 27 november 2013. https://web.archive.org/web/20131127053247/http://www.statto.com/football/stats/england/football-league/1891-1892/table. Läst 15 november 2013.
4. ↑  ”England 1891/92 First division” (på engelska). wildstat.com. http://wildstat.com/p/2301/ch/ENG_1_1891_1892/stg/all/tour/last. Läst 15 november 2013.
5. ↑  ”England 1891-91” (på engelska). Rec.Sport.Soccer Statistics Foundation. Arkiverad från originalet den 17 mars 2010. https://web.archive.org/web/20100317142413/http://www.rsssf.com/engpaul/FLA/1891-92.html. Läst 15 november 2013.
6. ↑  Ian Laschke: Rothmans Book of Football League Records 1888–89 to 1978–79. Macdonald and Jane’s, London & Sydney, 1980.